# Michelena
Michelena is een stad en gemeente in de Venezolaanse staat Táchira. De gemeente telt 22.700 inwoners. De hoofdplaats is Michelena.

## Geboren
- Marcos Pérez Jiménez (1914-2001), president van Venezuela en dictator (1952-1958)